# Офања
Офања (итал. Offagna) насеље је у Италији у округу Анкона, региону Марке.
Према процени из 2011. у насељу је живело 1386 становника. Насеље се налази на надморској висини од 270 м.

## Становништво
Према резултатима пописа становништва 2011. у општини је живело 1.880 становника.
| 1936. | 1951. | 1961. | 1971. | 1981. | 1991. | 2001. | 2011. |
| ----- | ----- | ----- | ----- | ----- | ----- | ----- | ----- |
| 1.920 | 1.966 | 1.699 | 1.381 | 1.432 | 1.534 | 1.692 | 1.880 |